# Запоріжжя (автостанція № 2)
Автостáнція «Запорíжжя-2», також автостáнція № 2 — автовокзал для міжміських та приміських перевезень у місті Запоріжжя. Є допоміжною автостанцією, що обслуговує рейси у дніпровському, нікопольському та вільнянському напрямках. Відкрита 25 грудня 1983 року. 
Розташована в Вознесенівському районі м. Запоріжжя по вулиці Рекордній, 37.
Основні частини автостанції № 2 — вокзальна будівля, перони для посадки і висадки пасажирів, під'їзд до перону, який ізольований від дороги загального користування.
У вокзальній будівлі розташовані зали очікування, каси для продажу квитків, підприємства громадського харчування та роздрібної торгівлі, а також службові приміщення (диспетчерська, адміністративні приміщення). 
Неподалік від автостанції № 2 розташований Критий ринок та залізнична станція Ім. Анатолія Алімова.
У середині липня 2021 року вокзальну будівлю зруйновано, у якій розташовувалися зал чекання для пасажирів загальною площею приблизно 200 м², каси для продажу квитків, підприємства громадського харчування та роздрібної торгівлі, а також службові приміщення (диспетчерська, адміністративні приміщення). Що у майбутнього буде на місці зруйнованої будівлі поки невідомо.

## Основні напрямки
Автостанція № 2 міста Запоріжжя обслуговує наступні напрямки:
| Основні напрямки автобусних маршрутів | Основні напрямки автобусних маршрутів | Основні напрямки автобусних маршрутів |
| Початковий пункт                      | Кінцевий пункт                        |                                       |
| ------------------------------------- | ------------------------------------- | ------------------------------------- |
| Енергодар                             | Дніпро                                |                                       |
| Запоріжжя                             | Нікополь                              |                                       |
| Запоріжжя                             | Біленьке                              |                                       |
| Запоріжжя                             | Вищетарасівка                         |                                       |
| Запоріжжя                             | Володимирівське                       |                                       |
| Запоріжжя                             | Марганець                             |                                       |
| Запоріжжя                             | Мар'ївка                              |                                       |
| Запоріжжя                             | Морозівка                             |                                       |
| Запоріжжя                             | Покров                                |                                       |
| Запоріжжя                             | Привітне                              |                                       |
| Запоріжжя                             | Вільноандріївка                       |                                       |
| Запоріжжя                             | Тарасівка                             |                                       |
| Запоріжжя                             | Томаківка                             |                                       |
| Запоріжжя                             | Червонодніпровка                      |                                       |
| Запоріжжя                             | Федорівка                             |                                       |
| Запоріжжя                             | Широке                                |                                       |